# Papa Eusebio
Eusebio (III secolo – Sicilia, 21 ottobre 309) è stato il 31º vescovo di Roma e papa della Chiesa cattolica, che lo venera come santo. Fu papa solo per pochi mesi, dal 18 aprile 309 fino alla sua morte.

## Biografia
I dettagli del suo pontificato possono essere dedotti dall'epitaffio di otto esametri composto da papa Damaso I per la sua tomba.
È solo grazie ad antiche trascrizioni che questo epitaffio è giunto fino a noi. Alcuni frammenti dell'originale, insieme ad una copia di marmo del VI secolo costruita per sostituire l'originale distrutto, fu trovata da Giovanni Battista de Rossi nella Cappella Papale, delle catacombe di Callisto. Da questo scritto si evince che i gravi dissensi interni alla Chiesa romana sulla riammissione degli apostati (i lapsi) nati durante la persecuzione di Diocleziano, che avevano creato problemi già sotto Marcello, continuarono sotto Eusebio. Questi confermò l'atteggiamento adottato dalla Chiesa romana dopo le persecuzioni di Decio (250-251): gli apostati non sarebbero stati esclusi per sempre dalla comunione ecclesiastica, ma avrebbero potuto essere riammessi solamente dopo avere scontato la giusta penitenza (Eusebius miseros docuit sua crimina flere).
Questo punto di vista fu osteggiato da una fazione di Cristiani capeggiata da un certo Eraclio. Non si sa se quest'ultimo ed i suoi sostenitori appoggiassero un punto di vista più rigido (Novazianisti) o un'interpretazione più clemente della legge. Comunque la seconda ipotesi è di gran lunga la più probabile: Eraclio doveva essere il capo di una fazione di apostati che esigeva la reintegrazione immediata nel corpo della Chiesa. Damaso tratteggiò con termini molto forti il conflitto che ne conseguì (sedictio, cœdes, bellum, discordia, lites). È probabile che Eraclio ed i suoi sostenitori cercassero di agevolare con la forza la loro riammissione ai sacri riti e che i fedeli raggruppati intorno ad Eusebio se ne risentissero. A causa di questi contrasti, che furono caratterizzati anche da episodi di violenza, sia Eusebio che Eraclio furono esiliati dall'imperatore Massenzio il quale, incurante di qualsiasi scrupolo religioso, soffocò i tumulti nel sangue al solo fine del mantenimento della pubblica quiete. Eusebio, in particolare, fu deportato in Sicilia il 17 agosto, dove morì poco dopo, il 21 ottobre. Il suo corpo fu riportato in seguito a Roma, probabilmente il 26 settembre del 311 (secondo il Depositio Episcoporum contenuto nella "Cronografia" del 354), e deposto in un cubicolo nelle catacombe di Callisto, vicino al sepolcro di papa Caio.
Giovanni Fiore da Cropani, nella sua opera Della Calabria illustrata, scrive che S. Eusebio Papa martire e pontefice nasce nella città di Casignano, nella sua patria viene creato l'ordine dei cavalieri di Cassignana (per difesa del pontefice). Il suo corpo viene sepolto nella via Appia, nel cimitero di Callisto il 26 settembre 311.
La sua ferma difesa della disciplina ecclesiastica e l'esilio a cui fu condannato lo fecero venerare come martire, ma non si hanno a proposito notizie certe.
Secondo il Liber Pontificalis Eusebio era greco, medico e un grande combattente degli eretici che trovò a Roma. Inoltre dice che durante il suo pontificato fu ritrovata la Vera Croce.
Attualmente il suo corpo, secondo il Panciroli, dovrebbe trovarsi nella basilica di San Sebastiano fuori le mura, mentre secondo il Piazza alcune reliquie sarebbero conservate nella chiesa di San Lorenzo in Panisperna.

## Culto
La sua memoria liturgica si celebra il 17 agosto, giorno in cui fu deportato.
Dal Martirologio Romano (ed. 2004):